# Christuskirche (Hennstedt)

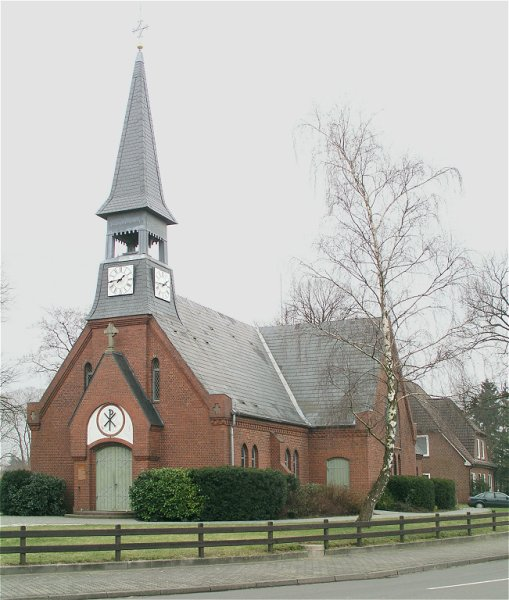
Die Christuskirche in Hennstedt (Steinburg)
von Südwesten aus gesehen

Die Christuskirche ist eine evangelisch-lutherische Kirche in Hennstedt im Kreis Steinburg. Die neugotische Saalkirche in Kreuzform mit Apsis wurde 1907 nach Plänen des Hamburger Architekten Hugo Groothoff gebaut.

## Beschreibung

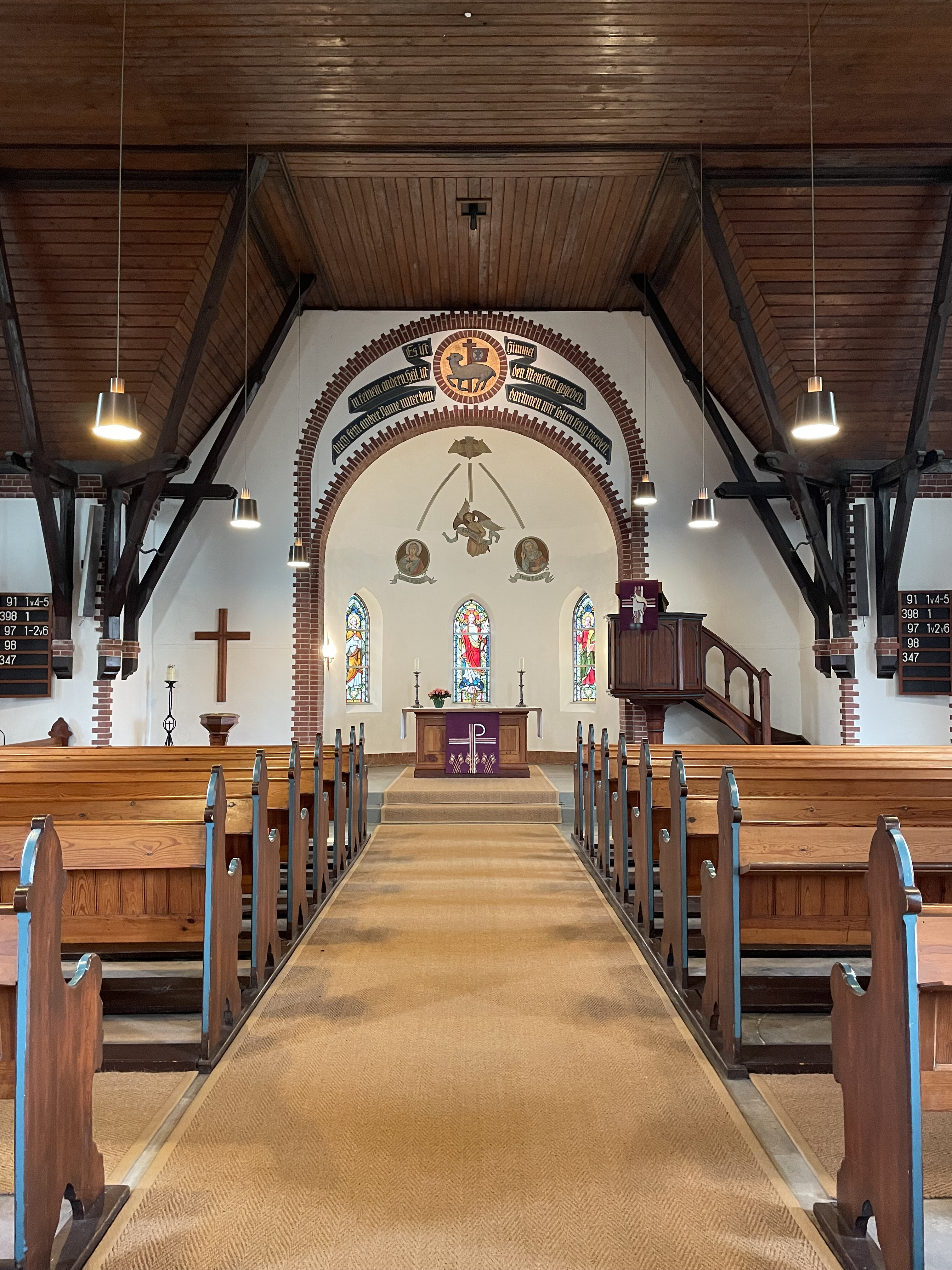
Blick auf Altar und Apsis der Christuskirche (Hennstedt)

Eine dunkle Holzdecke mit den Stützbalken und aufwändig gestaltete farbige Fenster geben dem Inneren eine besondere Atmosphäre. Die Altargeräte (1905–1907) stiftete der Posaunenchor Hennstedt-Poyenberg. Die Glocke stammt aus der Gießerei Franz Schilling in Apolda; sie wurde 1907 zum Tag der Kirchweihe von der Propstei Rantzau gestiftet.
Stilistisch ähnelt die Kirche der zuvor von Groothoff geplanten Kirche in Aukrug-Innien. Auch die Abmessungen und Proportionierungen sind bei den von ihm vorher realisierten ländlichen Kirchenbauten in Brokstedt und Hamburg-Eidelstedt in etwa gleich.
Zum Pfarrbezirk Hennstedt der evangelisch-lutherischen Kirchengemeinde Kellinghusen gehören seit 1905 die Orte Hennstedt, Lockstedt, Meezen, Poyenberg und das Gut Wiedenborstel.